# Џони Херберт
Џони Херберт (енгл. Johnny Herbert; Брентвуд, 25. јун 1964) је бивши британски возач Формуле 1. У својој каријери је учествовао на 165 трка, забележио три победе и освојио укупно 98 поена.